# Detention (Fernsehserie)
Detention (chinesisch: 返校; Pinyin: Fǎnxiào) ist eine taiwanesische Horror- und Drama-Fernsehserie, die für Netflix in Zusammenarbeit mit dem Public Television Service erstellt wurde und auf dem gleichnamigen, von Red Candle Games entwickelten Computerspiel basiert. Die erste Episode wurde am 5. Dezember 2020 veröffentlicht.

## Handlung
Basierend auf dem Spiel, das in der Zeit des Kriegsrechts, bekannt als der Weiße Terror in Taiwan, angesiedelt war, verbindet Detention die erstickenden politischen Situationen unter dem Kriegsrecht mit den herzzerreißenden Legenden über lokale Gottheiten und porträtiert ein Labyrinth unaussprechlicher Unterdrückung.
Die Serie beginnt in der Greenwood High School in den 1990er-Jahren. Die Austauschschülerin Yunxiang Liu (Lingwei Lee) betritt einen verbotenen Bereich des Schulgeländes, wo sie dem Geist von Ruixin Fang (Ning Han) begegnet. Fang enthüllt die verborgene Geschichte der Schule in den letzten 30 Jahren, darunter auch, wie eine Gruppe von Schülern und Lehrern verfolgt wurde, als sie in der Ära der Zensur für die Freiheit kämpfte.

## Besetzung
- Ling-Wei Lee als Yunxiang Liu[3]
- Ning Han als Ruixin Fang[3]
- Guang-Zi Huan
- Yao Chun-yao
- David Chao

## Episodenliste

### Staffel 1
| Nr. (ges.) | Nr. (St.) | Deutscher Titel            | Originaltitel      |
| ---------- | --------- | -------------------------- | ------------------ |
| 1          | 1         | Teufel                     | 鬼                 |
| 2          | 2         | Wer bin ich?               | 我是誰?            |
| 3          | 3         | Du bist ich, ich bin du    | 你就是我(我就是你) |
| 4          | 4         | Falschheit                 | 虛妄之相           |
| 5          | 5         | Geschichte wiederholt sich | HIStory repeats    |
| 6          | 6         | AW: Detention              | Re: Detention      |
| 7          | 7         | AW: AW: Detention          | Re: Re: Detention  |
| 8          | 8         | Regen der Freiheit         | 自由之雨           |

## Veröffentlichung
Die acht Episoden umfassende Serie startete am 5. Dezember 2020. Jeden Samstag soll eine neue Episode veröffentlicht werden. Die Serie erweitert die Sammlung chinesischsprachiger Originale von Netflix. Für die internationale Veröffentlichung wurde die Serie nicht synchronisiert, erhielt jedoch Untertitel in verschiedenen Sprachen, darunter auch Deutsch.